# Sadam Huseín
Sadam Huseín Abd al-Mayid al-Tikriti (en árabe: صدام حسين عبد المجيد التكريتي‎) (Tikrit, 28 de abril de 1937-Bagdad, 30 de diciembre de 2006) fue un político, militar y revolucionario iraquí, que ejerció el cargo de presidente de su país entre 1979 y 2003. Miembro destacado del revolucionario Partido Baaz Árabe Socialista y, luego, de la facción iraquí del partido y de su organización regional, Sadam tuvo un papel clave en el golpe de 1968 (luego denominado «Revolución del 17 de julio»), que llevó a la rama iraquí del partido al poder en el país. Es considerado por diversas fuentes como un dictador.
Como vicepresidente del general Ahmed Hasan al-Bakr, y en un momento en el cual muchos grupos eran considerados capaces de derrocar al gobierno, Sadam creó fuerzas de seguridad a través de las cuales controló de forma férrea los conflictos entre el gobierno y las fuerzas armadas. A comienzos de la década de 1970, Sadam nacionalizó el petróleo y los bancos extranjeros. A lo largo de la misma década, cimentó su autoridad sobre el aparato del Gobierno, mientras el dinero del petróleo ayudaba a la economía de Irak a crecer a un ritmo veloz. Las posiciones de poder en el país fueron cubiertas en gran parte con árabes suníes, una minoría que constituía solo un quinto de la población.
Sadam subió al poder formalmente en 1979, aunque ya había sido el líder de Irak de facto durante varios años. Se alejó de las posiciones prosoviéticas de sus predecesores, efectuando un acercamiento a los Estados Unidos para formar un «eje árabe moderado» con Jordania y el Egipto del régimen de Hosni Mubarak. Reprimió varios movimientos, particularmente chiitas y kurdos, los cuales buscaban derrocar al gobierno u obtener la independencia, y mantuvo el poder durante la guerra entre Irán e Irak (1980-1988) y la guerra del Golfo (1990-1991). Se hizo popular entre los desafectos del mundo árabe a raíz del lanzamiento iraquí en 1991 de misiles R-11 contra el Estado de Israel. A lo largo de más de dos décadas de dictadura, el número de víctimas atribuidas al régimen de Saddam puede ser de hasta 250.000 personas o más. El régimen quedó insolvente, principalmente debido a la guerra entre Irán e Irak, la guerra del Golfo y las sanciones de la ONU.
Promotor de una interpretación baazista de la religión subordinada al nacionalismo, indujo a partir de 1993 con la llamada «Campaña de Fe» un incremento de la retórica religiosa en Irak, reintroduciendo a partir de entonces al islam en las declaraciones públicas y símbolos del régimen, a pesar de mostrarse no obstante a lo largo de toda su presidencia en contra de cualquier forma de islamismo político.
En marzo de 2003, una coalición encabezada por Estados Unidos invadió Irak bajo el pretexto de una aparente posesión por parte de Irak de armas de destrucción masiva y de mantener vínculos con Al-Qaeda. Rápidamente se produjo el derrocamiento del régimen, pero las armas nunca aparecieron y se dio pie a una nueva fase de conflicto, mantenido entre las fuerzas de ocupación y la insurgencia iraquí. Sadam fue capturado el 13 de diciembre de 2003 por las fuerzas estadounidenses en la llamada Operación Amanecer Rojo. Enjuiciado por una tribunal iraquí por crímenes contra la humanidad relacionados con el asesinato de 148 chiitas iraquíes en 1982, fue sentenciado a muerte en noviembre de 2006 y ahorcado el 30 de diciembre de 2006.

## Biografía

### Infancia y adolescencia

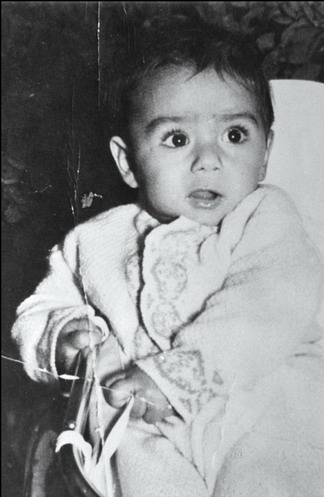
Sadam de bebé

Sadam Huseín Abdel Majid at-Tikriti nació el 28 de abril de 1937 como tercer hijo en el seno de una familia campesina sin tierras de la aldea de al-Ajwa, mísero asentamiento de cabañas de adobe a orillas del río Tigris a 13 km de Tikrit, una ciudad de provincias extremadamente pobre y subdesarrollada del entonces Reino de Irak. Su familia pertenecía al clan al-Bejat de la tribu árabe al-Bu Nasir, de confesión suní, dominante en la gobernación de Saladino. Su madre, Subha Talfah al-Mussallat, llamó al recién nacido Sadam, que en árabe significa «el que se enfrenta».
Su padre, Huseín Abd al-Majid, desapareció cuando Sadam tan solo tenía nueve meses de edad (según otras fuentes, seis meses antes de que este naciese). Se desconoce qué habría ocurrido con este: según algunos murió o fue asesinado; según otras versiones abandonó a la familia. Hay rumores persistentes que sostienen que Sadam era en realidad un hijo ilegítimo y que el nombre de su padre fue inventado por el propio líder iraquí. El hermano mayor del futuro gobernante de Irak murió de cáncer a la edad de 13 años poco antes de que este naciese. Severamente deprimida, su madre trató de deshacerse sin éxito del embarazo e incluso intentó suicidarse. La depresión de Subha empeoró cuando nació Sadam, hasta el punto de, según se dice, ella no quiso ver ni saber nada del recién nacido. El tío de Sadam, Khairallah Talfah (1910-1993), literalmente salvó la vida de su sobrino, a quien alejó de su madre y crio durante sus primeros años de vida. Khairallah, un suní devoto, profesor y riguroso oficial del ejército, era también padre de una niña de la misma edad de Sadam, Sajida Talfah, quien más tarde se convertiría en la esposa de este. 
En plena Segunda Guerra Mundial, el 1 de abril de 1941 estalló en Irak una revuelta antibritánica encabezada por el político Rashid Ali al-Gailani (1892-1965) y apoyada por los alemanes. Ferviente anticolonialista, Talfah se unió de manera entusiasta al levantamiento, el cual fracasó. Los británicos enviaron tropas a Irak para sofocar la revuelta nacionalista en la conocida como Operación Sabine, dicha campaña duró del 18 de abril al 30 de mayo de 1941 resultando en una aplastante victoria británica, quienes restablecen al regente probritánico 'Abd al-Ilah (1913-1958). El tío de Sadam, como tantos conspiradores más, fue expulsado del ejército iraquí y condenado a seis años de prisión.
Con su tío entre rejas, el pequeño Sadam se vio obligado a regresar con su madre. Durante el periodo que Sadam estuvo bajo el cuidado de su tío, su madre se casó con Ibrahim al-Hassan, miembro del mismo clan, siendo primo tercero de Subha. De este matrimonio nacerían Sabawi Ibrahim al-Tikriti (1947-2013), Barzan Ibrahim al-Tikriti (1951-2007) y Watban Ibrahim al-Tikriti (1952-2015), todos ellos futuros funcionarios del gobierno baazista. La familia sufría de pobreza extrema, y Sadam creció en un ambiente de pobreza y hambre constante. Su padrastro (y tío), un exsoldado, poseía una pequeña granja que mantenía a la familia. Sadam comenzó a recibir la educación primaria a los nueve años, sin embargo fue obligado a pastorear rebaños de cabras por lo que apenas asistió a clase. Ibrahim golpeaba permanentemente al niño y disfrutaba humillándolo e insultándole. Cuando Sadam no hacía bien su trabajo en la granja, Ibrahim golpeaba salvajemente a este con un palo, quedando al cuidado de su madre y su padrastro, este último lo maltrató durante años, hasta que Sadam abandonó su hogar a la edad de 10 años. Según algunos informes, el padrastro obligó al niño a robar pollos y ovejas para venderlos o comerlos para subsistir. La eterna necesidad privó a Sadam Huseín de una infancia feliz. La humillación experimentada en la infancia, así como la crueldad cotidiana expresada de muchas maneras, influyeron en el personaje de Sadam. Sin embargo, el pequeño, gracias a su sociabilidad y habilidad para relacionarse, tenía muchos amigos y conocidos en todos lados, tanto entre compañeros como adultos.
Se cuenta que una vez llegaron parientes lejanos a visitar a su padrastro. Con ellos venía un niño de la edad de Sadam, quien se jactaba haber estudiado hasta segundo grado de primaria, saber leer, contar y poder escribir su propio nombre en la arena. Sadam entusiasmado, le pidió a al-Hassan que le dejase ir a la escuela para poder aprender, pero su padrastro le propinó una paliza En 1947, Sadam cumplió 10 años y soñaba apasionadamente con poder estudiar. Ese mismo año, tras cumplir su sentencia, su tío Kharillah fue puesto en libertad. Al enterarse de la liberación de su tío, el joven Sadam abandonó su hogar y huyó a Tikrit. Allí fue nuevamente acogido por su tío. Kharillah, quien gozaba nuevamente de libertad, había retomado su antiguo empleo como maestro para ganarse la vida, aunque en secreto militaba en el Partido de la Independencia Iraquí, un partido nacionalista y antibritánico de inspiración fascista. Aunque estricto, Sadam va a tener mucha estima por su tío, criándose como un hijo más de la familia, junto a su futura esposa Sajida y su futuro Ministro de Defensa, Adnan. Durante toda su etapa juvenil, vivió en un ambiente fuertemente anticolonialista y opositor a la intervención de los Estados Unidos y de las grandes potencias durante la Guerra Fría. Según el propio Sadam, su tío y el ambiente en que se crio durante su adolescencia tuvo una influencia decisiva en su formación ideológica. En Tikrit, Huseín se gradúa de la escuela y completa la educación primaria La educación fue muy difícil para un niño que a la edad de diez años ni siquiera sabía cómo escribir su nombre. Según algunos informes, Sadam disfrutaba y se divertía haciendo bromas pesadas a sus compañeros. Una vez, colocó una serpiente venenosa en un maletín de un viejo maestro de corán al que no le tenía simpatía. Por esta audaz broma, Huseín fue expulsado de la escuela. Durante estos años, Sadam además se dedicaba a realizar trapicheos y hurtos para subvenir las necesidades de un núcleo familiar que no generaba rentas de trabajo.
A los 15 años, Sadam sufrió, el que según él, fue el primer gran golpe de su vida: La muerte de su amado caballo. El impacto en el joven fue tan fuerte que le paralizó una mano. Durante medio mes, Sadam fue tratado con toda clase de remedios naturales hasta que logró recuperar la movilidad. Al cumplir 16 años, Sadam, influido por su tío, intentó ingresar a una academia militar de élite, pero falló en su primer examen. Dos años más tarde, se trasladó a Bagdad junto con su familia de adopción para proseguir su formación en la escuela de al-Jark, foco de un radicalismo estudiantil que se nutría del odio a la monarquía hachemí reinante y a Estados Unidos y el Reino Unido.

### Juventud y actividad política

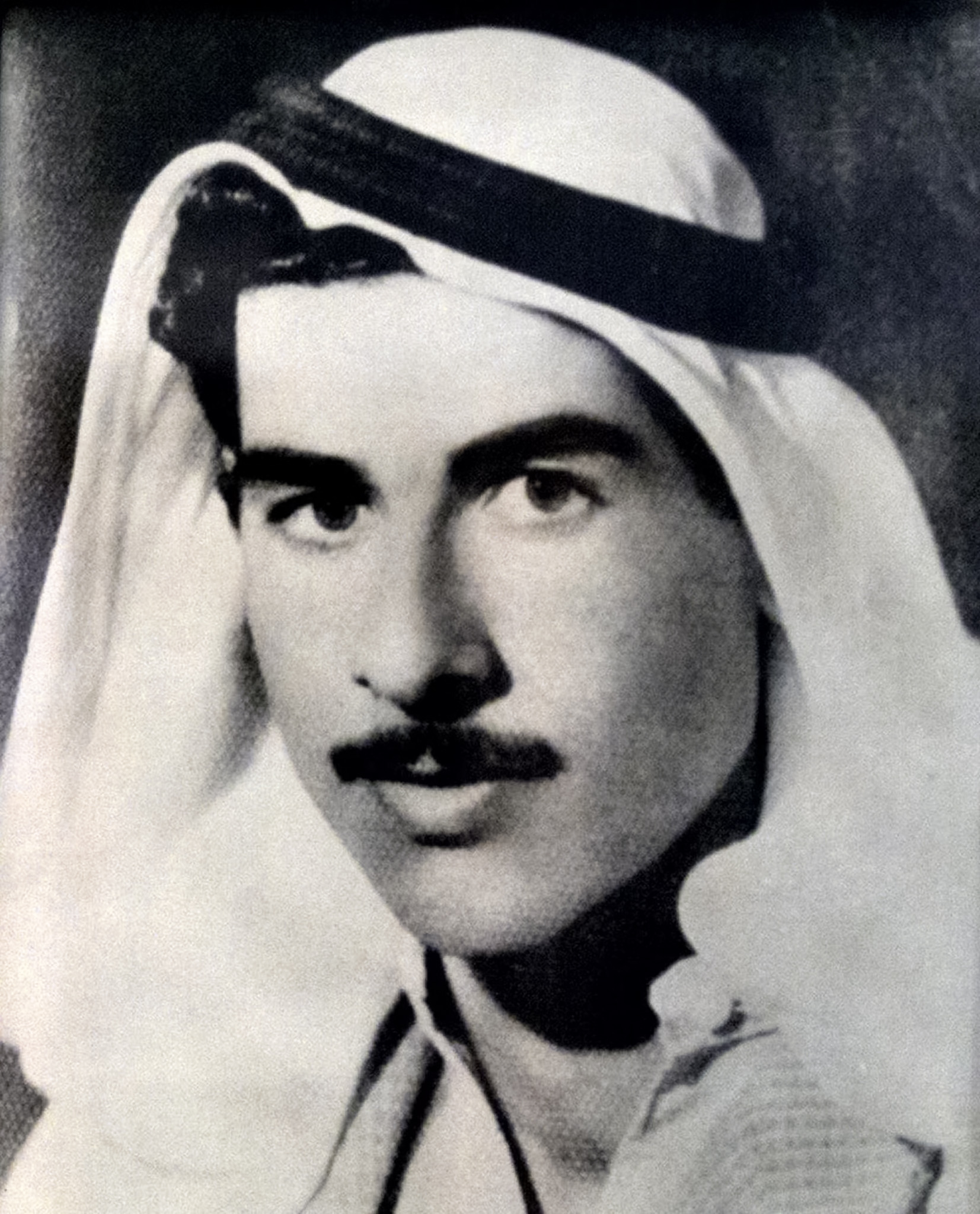
Sadam joven (1956)

El contacto con el ambiente político de Bagdad le separó a Sadam de su inicial educación religiosa y tradicional. La revolución egipcia de 1952 tuvo un gran impacto en Irak y en todo el mundo árabe, el ídolo de las masas juveniles de ese entonces era el revolucionario y futuro presidente de Egipto, Gamal Abdel Nasser. El sentimiento revolucionario fue característico en Irak así como en el resto de Oriente Próximo. En Irak, los progresistas y socialistas atacaron a las élites políticas tradicionales (burócratas y terratenientes de la época colonial, comerciantes ricos, jefes tribales y monarquistas). Es en este contexto que las ideas panarabistas de Nasser y la Unión Árabe Socialista marcaron la trayectoria política del mundo árabe. El ascenso de Nasser presagió una ola de revoluciones en todo Oriente Próximo durante los años cincuenta y sesenta, con el colapso de las monarquías de Irak, Siria y Libia. 
Entre octubre y noviembre de 1956, tuvo lugar la crisis del Suez, en la que se reafirmó la figura de Nasser y la soberanía de Egipto frente a las potencias coloniales de Reino Unido, Francia e Israel. El resultado de este conflicto animó a un grupo de jóvenes revolucionarios, entre los que se encontraba un Sadam de 19 años de edad, a participar en un infructuoso golpe de Estado contra el rey Faisal II de Irak. Al año siguiente Sadam, un joven rechazado en la Academia Militar por su pobre currículum escolar, decide, nuevamente influenciado por su tío, probar suerte en la política. Es cuando el futuro dirigente descubre el baazismo, y fue seducido por sus ideales izquierdistas, laicos y revolucionarios. Huseín ingresó en el Partido Baaz Árabe Socialista en 1957.
Un año más tarde, el 14 de julio de 1958, tiene lugar en Irak un golpe de Estado contra la monarquía hachemí: Un grupo de militares nacionalistas y comunistas encabezados por Abdul Karim Qasim y por Abdul Salam Arif derrocaron y ejecutaron al monarca Faysal II, al primer ministro Ahmad Mujtar Baban, al ex primer ministro Nuri as-Said y al antiguo regente Abdallah ibn Alí, y da paso a una dictadura militar de tipo nacionalista, antioccidental y prosoviética.
Sadam en este entonces era un joven de físico intimidante, naturaleza violenta y partidario de la acción directa, y alguien que, al igual que su tío, se ganaba la vida con un pobre empleo de profesor. Se dice que el primer asesinato político de Sadam Huseín fue el de un pariente suyo en Tikrit, Haj Sa'dun al-Nasri, quien era militante comunista, mediante un disparo en la cabeza, a mediados de octubre de 1958, aunque nunca se pudo demostrar. Estas mismas fuentes aseguran que dicho crimen, al parecer, instigado o medio ordenado por Tulfah, les valió a sobrino y tío compartir celda en la prisión de la ciudad durante medio año.
El Partido Baaz Árabe Socialista, que hasta entonces había sido un partido marginal formado mayormente por intelectuales, pasó a cobrar notoriedad política. De los 16 miembros del gabinete de Qasim, 12 eran baazistas, sin embargo el general Qasim se mostró en contra de la oferta de Nasser de unir a Irak con Egipto y Siria en la República Árabe Unida, proyecto que pretendía unificar a todo el mundo árabe, pero el presidente iraquí se negó, lo cual volvió a los baazistas contra él. Qasim sentía un fuerte rechazo al panarabismo y se centró en un nacionalismo puramente iraquí. Esto le ganó la enemistad de los nasseristas y los baazistas, quienes le habían permitido ascender al poder, y los que más fielmente representaban el sentir popular. Tras la ruptura, entre los nacionalistas iraquíes y los panarabistas dirigidos por Arif, estos últimos buscaron iniciar una nueva revolución contra el gobierno de Qasim. Esto conllevó a un alzamiento fallido que tuvo lugar en Mosul a principios de marzo de 1959. Dicho levantamiento fue abanderado por el general nasserista Abd al-Wahab al-Shawaf, quien resultó muerto durante el mismo. Tras este incidente, Qasim comenzará a reprimir a sus antiguos aliados, dejando al Partido Baaz y otros fuera de la ley. Por su parte, el gobierno iraquí estrechó su alianza con el Partido Comunista Iraquí, pues este se oponía a los ideales panarabistas y buscaban igualmente una Irak independiente. El Baaz comenzó entonces la guerrilla contra Qasim.
Durante este entonces, Sadam y su tío son liberados por falta de pruebas. La dirección del Baaz incluyó a Sadam, entonces valorado únicamente por sus dotes de esbirro, en un comando de diez hombres con la misión de asesinar al primer ministro Qasim. El 7 de octubre de 1959, un comando de la guerrilla baazista ametralló en una emboscada el vehículo de Qasim en el centro de Bagdad. Su chófer y su edecán resultaron muertos, pero Qasim pudo salvar la vida con heridas menores. Según parece, Sadam pretendió apuntarse el mérito del magnicidio e incurrió en precipitación abriendo fuego a destiempo. Se dice[¿quién?] que Sadam no pudo contener sus nervios, y poniendo en peligro toda la operación, abrió fuego contra el vehículo antes de que este se encontrase lo suficientemente cerca. Herido de la pierna izquierda, protagonizó una rocambolesca huida. Este episodio de su vida fue posteriormente cubierto con toda clase de leyendas y rumores. La versión oficial cuenta que Sadam, herido en la pantorrilla, galopó en un caballo durante cuatro noches. Como ningún médico podía curarle, él mismo se sacaría la bala de la herida con una hoja de afeitar. Consiguió llegar a Tikrit a escondidas, y de ahí tuvo que navegar por el río Tigris durante una noche tormentosa para escapar de las autoridades. Tras navegar toda la noche, finalmente llegó a la aldea de Al-Awja, donde permaneció escondido un tiempo.

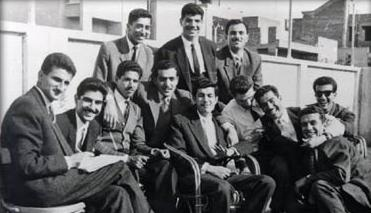
Sadam en compañía de militantes de la célula egipcia del Baaz durante su período en El Cairo.

Desde al-Awja, disfrazado de beduino, emprendió un arduo viaje en motocicleta por el desierto (según otras versiones, robó un burro). Finalmente llegó a Siria, donde se refugió. Una vez allí, viajó hasta la capital Damasco, en ese entonces principal centro del Baazismo en Oriente Próximo. Allí viviría unos meses, aunque al poco tiempo abandonó Siria y se dirigió hacia Egipto. En Bagdad le aguardaba una sentencia a muerte in absentia. Sus compañeros no tuvieron la misma suerte y fueron ejecutados. 
El 21 de febrero de 1960, Sadam llegó a El Cairo. Allí Sadam retomó la actividad política en el Mando Regional egipcio del Baaz, así como los estudios en la escuela superior Al Qasr An Nil, donde terminó su educación secundaria.
Sadam decidió contraer matrimonio con su prima Sajida Talfah en 1962, cuando todavía se encontraba en El Cairo. De dicho enlace matrimonial, que tuvo finalmente lugar ya en Irak a comienzos de 1963, Sadam tuvo cinco hijos: Uday (n. 1964), Kusay (n. 1966), Raghad (n. 1968), Rana (n. 1969) y Hala (n. 1972).

### Ascenso al poder y Gobierno

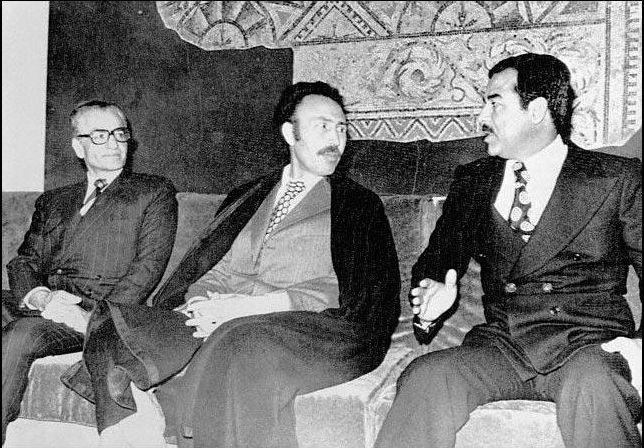
Junto al presidente argelino Houari Boumédiène y el sah Mohammad Reza Pahleví, a raíz de la firma de la declaración de Argel de 1975.

A partir de 1974, llegó a ser la figura más influyente del partido y del gobierno, llegando a ostentar diversos cargos públicos y ser el número dos al mando de Irak. Bajo su influencia, Sadam convenció a al-Bakr que nacionalizara el petróleo en 1972 (cuyos ingresos serían utilizados para fomentar la industria armamentística del país), y que en 1976 se prohibiera la existencia de otros partidos políticos contrarios al Baaz. En 1972, Sadam viajó a la Unión Soviética, para firmar un Tratado de Amistad y Cooperación, con una validez de 15 años. Tras esta relación, la URSS se convertiría en el principal proveedor de armas de Irak, hasta 1979.
En 1979, al-Bakr terminó siendo la sombra de Sadam, debido a que este poseía un fuerte apoyo general y una gran influencia, lo que finalmente llevó a su renuncia y Sadam ocupó la presidencia del país, que más adelante pasaría a ser dictador de Irak durante veinticuatro años. Huseín era admirador de Stalin; tras su ascenso al poder llevó a cabo una purga dentro de su propio partido político en busca de opositores a su gobierno mediante el empleo de los servicios secretos. Efectuó una persecución religiosa de chiitas que terminaban siendo asesinados, encarcelados o deportados a Irán. Ese mismo año, también llegó a realizar masiva persecución de comunistas, lo que provocó un grave deterioro en las relaciones diplomáticas con la Unión Soviética. Posteriormente, Sadam se posiciona hacia Occidente, mejorando las relaciones con Francia, quien le proporcionará uranio e infraestructura para llevar a cabo su propio programa nuclear, pero Sadam lo usará para fines militares, mintiendo que su uso era para beneficiar a la población civil.

## Presidencia (1979-2003)

### Consolidación del poder
Sadam convocó una asamblea de líderes del partido Baaz el 22 de julio de 1979. Durante la reunión, que ordenó grabar en vídeo, Saddam afirmó haber encontrado una quinta columna dentro del Partido Baaz y ordenó a Muhyi Abdel-Huseín que leyera una confesión y los nombres de 68 presuntos coconspiradoras. A estos miembros se les tildó de "desleales" y fueron sacados de la sala uno por uno y puestos bajo custodia. Después de leer la lista, Saddam felicitó a los que todavía estaban sentados en la sala por su lealtad pasada y futura. Las 68 personas detenidas en la reunión fueron posteriormente juzgadas juntas y declaradas culpables de traición ; 22 fueron condenadas a muerte. Otros miembros de alto rango del partido formaron el pelotón de fusilamiento. El 1 de agosto de 1979, cientos de miembros de alto rango del partido Baaz habían sido ejecutados.

### Autonomía y derechos kurdos

Sadam con ropa tradicional kurda.

Aunque su posición sobre la política kurda ha sido debatida, Sadam ha permitido cierta autonomía a los kurdos, permitiéndoles hablar kurdo en las escuelas, en la televisión e incluso en los periódicos, traduciendo libros de texto para las regiones kurdas y pudiendo los kurdos en Irak elegir un representante kurdo para ir a Bagdad.
En Irak, especialmente en comparación con otros países del Medio Oriente como Irán, Turquía y Siria, los kurdos iraquíes fueron tratados bien bajo el régimen de Sadam en comparación con la situación en los países vecinos, y el idioma kurdo fue tolerado bajo el régimen de Sadam en la educación y los medios de comunicación, y hablado como idioma oficial.
Sadam también tuvo varios ministros y generales kurdos, siendo el de mayor rango Taha Yassin Ramadan, un kurdo iraquí, designado por Sadam, en gran parte debido a su lealtad, como uno de los tres vicepresidentes de Irak. También fue nombrado subsecretario del Comando Regional de la rama iraquí del Partido Baaz y comandante del Ejército Popular.

### Reformas sociales
Sadam también tomó medidas para promover los derechos de las mujeres en Irak. A finales de la década de 1970, las mujeres en Iraq desempeñaban papeles importantes en la sociedad: representaban el 46% de todos los profesores, el 29% de todos los médicos, el 46% de todos los dentistas y el 70% de todos los farmacéuticos. Estos avances señalaron un progreso en la participación de las mujeres en diversos campos profesionales. Las mujeres también vieron un aumento drástico de sus derechos en otros aspectos de la vida, y se les concedieron derechos iguales en el matrimonio, el divorcio, la herencia y la custodia.Las mujeres en Irak también tenían la capacidad de transmitir su ciudadanía a sus hijos incluso si se casaban con un no iraquí, algo que las mujeres iraquíes ya no pueden hacer. La educación de las mujeres ya no era un lujo: tenían las mismas oportunidades que los hombres en la educación superior.
También introdujo programas de seguridad social, entre los que destacan los beneficios por discapacidad, y las personas discapacitadas en Irak tienen derecho a recibir asistencia financiera. También introdujo la cobertura sanitaria, garantizando que los ciudadanos iraquíes tuvieran acceso a la atención sanitaria y a los medicamentos cuando los necesitaran,aunque durante los años 90 la atención sanitaria iraquí disminuyó en su eficacia debido a que las sanciones restringieron el ingreso de equipos y suministros médicos básicos a Irak.

### Guerra entre Irán e Irak (1980-1988)

Una foto de Sadam Huseín en 1982.

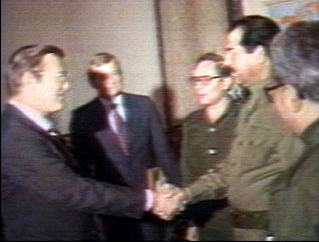
Donald Rumsfeld, enviado especial de Ronald Reagan para Oriente Próximo, reunido con Sadam Huseín durante una visita a Bagdad, en diciembre de 1983, durante la guerra entre Irán e Irak.

Su ambiciosa política militar junto con los intereses de multinacionales petroleras que ambicionaban los pozos de combustible ubicados en la frontera y aprovechando los conflictos en Irán tras el surgimiento de la Revolución iraní, Sadam invadió Irán, debido a que este país se negó a otorgarle a Irak una salida al mar; Irak será apoyado por Estados Unidos y Francia, además de recibir apoyo financiero por parte de Arabia Saudita y Kuwait, debido al temor de que Irán podía dominar la región, por medio del fundamentalismo islámico. La Unión Soviética trató de mantenerse neutral, buscando ampliar su influencia en ambos bandos, aunque Irak recibió apoyo armamentístico a través de los países integrantes del Pacto de Varsovia. Durante la guerra, Sadam compró bombas de racimo por valor de 150 millones de dólares, proporcionadas por el empresario chileno Carlos Cardoen. La guerra se cobró cientos de miles de muertos (la mayoría en el bando iraní) y dejó a ambos países en una situación económica deplorable. Aunque según los expertos no hubo un claro vencedor (ya que las fronteras apenas cambiaron, y hasta el día de hoy, hay presencia de minas antipersonales entre las fronteras), Sadam vendió el fin de la guerra como una gran victoria iraquí.

### Genocidio kurdo
En el marco de la citada guerra entre Irán e Irak, Sadam Huseín cometió una serie de matanzas en la región kurda, al norte de Irak, que han sido calificadas por varios países como genocidio. La matanza, conocida como Operación al-Anfal, se saldó con la destrucción de 4500 poblaciones y aldeas, y con el asesinato de alrededor de 180 000 civiles. La campaña de exterminio tuvo lugar entre los años 1986-1989, y en ella se llevaron a cabo ofensivas directas, bombardeos aéreos, destrucción de ciudades, deportaciones, fusilamientos y ataques con armas químicas. La guerra química tuvo episodios como el ataque a Halabja, ciudad que fue bombardeada con gas mostaza, y los gases nerviosos sarín, tabun y VX, provocando 5000 muertos en una noche. Estos ataques eran diseñados por el primo de Sadam, Ali Hassan al-Mayid, conocido como Alí el Químico.

### Guerra del Golfo

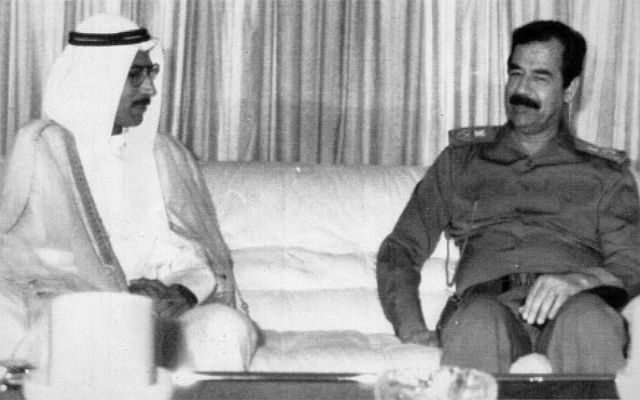
Sadam Huseín con Alaa Huseín, primer ministro de la efímera República de Kuwait.

En el verano de 1990, Kuwait y los Emiratos Árabes Unidos sobrepasaron su cuota de extracción y refinado de petróleo, lo que hizo caer el precio del crudo. En una reunión de la OPEP, se exigió a ambos países que cumpliesen con lo estipulado. El resultado de las negociaciones pareció satisfacer a todos excepto a Irak, que pidió que se aumentase el precio del barril de petróleo hasta los 25 dólares. Poco después, el ministro de exteriores iraquí, Tarek Aziz, acusó a Kuwait de «robar petróleo a Irak» y de establecer pozos en el campo de Rumalia. Irak amenazó a su emirato vecino con «usar la fuerza» si no reducía sustancialmente su producción y los Estados Unidos respondieron ofreciendo su apoyo a Kuwait. Según algunos expertos, el encuentro que mantuvo la diplomática estadounidense April Catherine Glaspie con Sadam Huseín y sus ministros en Bagdad resultó «ambiguo» y no se expresó claramente la posición que adoptarían los estadounidenses en caso de conflicto entre ambos países árabes. En cualquier caso, el 2 de agosto de 1990 Irak invadió y se anexó Kuwait. Durante la ocupación, mandó a asaltar diversas embajadas, tomando como rehenes a todo extranjero que hubiese en Kuwait, amenazando a los demás países, que los iba a usar como escudos humanos.
A comienzos de 1991, una coalición internacional dirigida por Estados Unidos declaró la guerra a Irak y le obligó a retirarse de Kuwait durante la guerra del Golfo, restaurándose el Emirato de Kuwait. Esta guerra fue bautizada por Sadam como «la madre de todas las batallas». Durante el conflicto, Estados Unidos y varios países de Europa, llevaron a cabo una campaña propagandística, cuyo objetivo era demonizar la imagen de Sadam Huseín, entre ellas que era el dictador más temible del Oriente Medio y que su victoria podría dejar como consecuencia una crisis energética global. Para mantener a la población civil iraquí bajo control, Sadam empezó a apelar al populismo islámico, vistiéndose de beduino, autoproclamándose «Servidor de Dios» (a pesar de que anteriormente se consideraba agnóstico y defendía el laicismo), y haciendo un llamamiento a derrocar a todos los gobernantes «traidores» de la nación árabe. Posteriormente, y tras verse claramente derrotado, Sadam ordena la retirada de su ejército de Kuwait, no sin antes que incendiaran cerca de 700 pozos petrolíferos, lo que conllevó un grave daño ambiental. Los resultados de la guerra fueron catastróficos, conduciendo hacia la peor crisis económica iraquí y la ONU impuso al país un severo embargo y aislamiento total, hasta el punto de no tener relaciones comerciales con casi ningún país, ni siquiera con los países árabes.

Sadam Huseín en 1996.

A pesar de la derrota, Sadam Huseín se mantuvo como presidente de Irak y del Consejo del Mando Revolucionario. Los años posteriores supusieron un aislamiento cada vez más acentuado para Irak, a pesar de lo cual la actitud de Sadam siguió siendo desafiante. Los servicios de inteligencia kuwaitíes informaron en 1993 de que la inteligencia iraquí había planificado el asesinato del entonces presidente estadounidense George H. W. Bush durante una visita de este al país. Como respuesta, el entonces presidente Bill Clinton ordenó el lanzamiento de 23 misiles Tomahawk sobre el cuartel general de la inteligencia iraquí, en Bagdad.
Años más tarde, Estados Unidos y el Reino Unido también realizaron una serie de bombardeos sobre Irak bajo de la denominada «Operación Zorro del Desierto». El argumento entonces fue la falta de cooperación iraquí con los inspectores de la ONU que supervisaban el desarme del país, aunque otros medios aseguraron que se trataba de un intento del presidente Clinton de desviar la atención del «Escándalo Lewinsky».
Tras la guerra, Sadam inició en 1993 la Campaña de fe para legitimar su posición política en la sociedad. Ante los acontecimientos sociales y políticos que habían cuestionado la figura de tanto Sadam como la doctrina del Partido Baaz, Sadam vio la oportunidad de instrumentalizar el islam para sus intereses, rompiendo con la secularidad del partido. A finales de la década de 1990, Sadam ordenó que se escribiera un Corán con su sangre extraída para tal fin.

## Invasión y Guerra de Irak de 2003

### Antecedentes

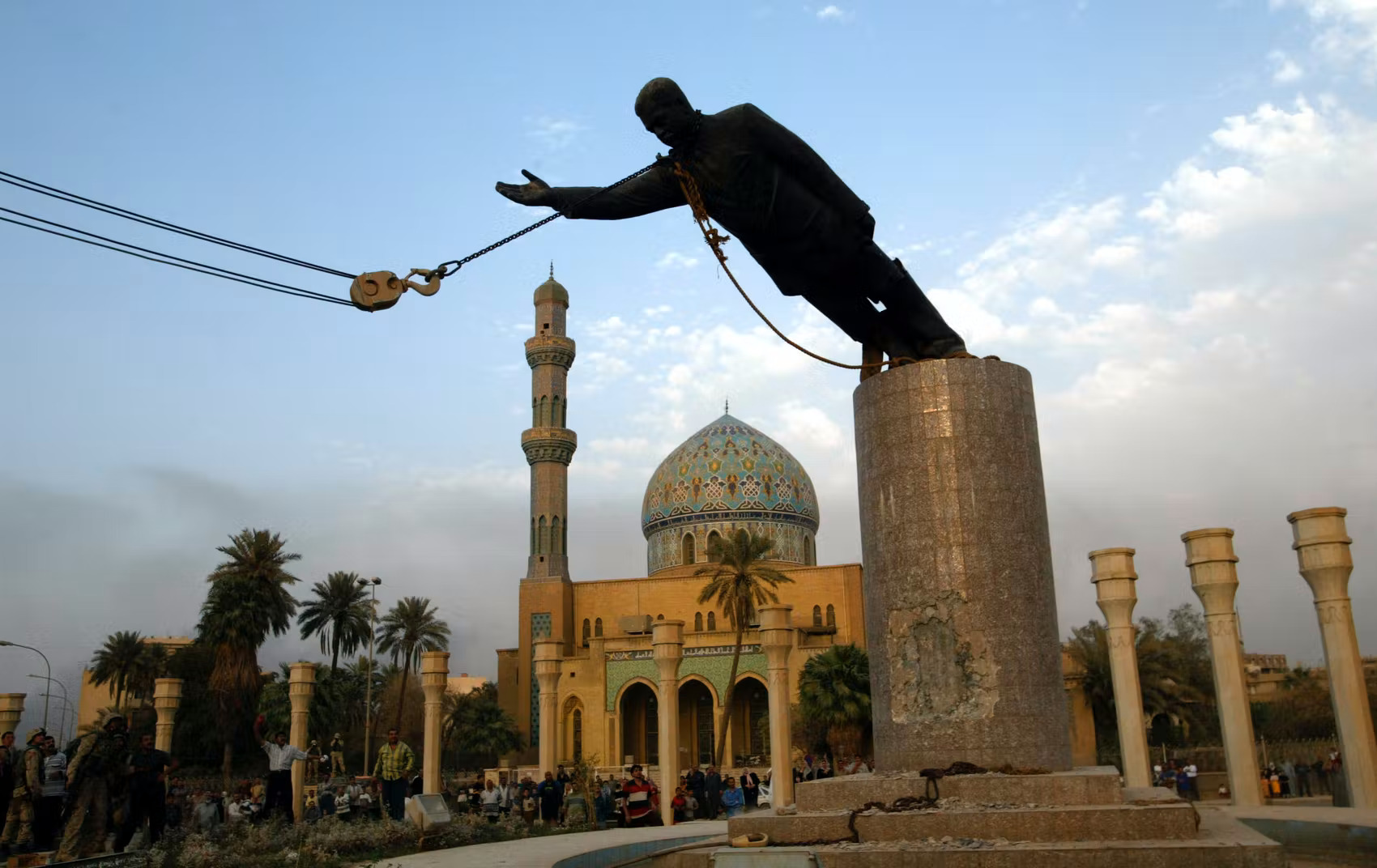
Estatua de Saddam derribada en la plaza Firdos después de la invasión

Muchos miembros de la comunidad internacional, especialmente Estados Unidos, seguían considerando a Sadam como un tirano belicoso que representaba una amenaza para la estabilidad de la región. Tras los atentados del 11 de septiembre de 2001 en Nueva York, el presidente estadounidense George W. Bush incluyó a Irak, Irán y Corea del Norte en el denominado «eje del mal» (axis of evil).  Además, Bush anunció que posiblemente tomaría medidas para derrocar al gobierno iraquí, debido a la amenaza de sus armas de destrucción masiva. Bush declaró que «el régimen iraquí ha conspirado para desarrollar ántrax, gas nervioso y armas nucleares durante más de una década... Irak sigue haciendo alarde de su hostilidad hacia Estados Unidos y apoyando el terrorismo».
El 24 de febrero de 2003, Sadam Huseín participó en una entrevista con el reportero de CBS News Dan Rather. Hablando durante más de tres horas, negó poseer armas de destrucción masiva o cualquier otra arma prohibida por las directrices de la ONU. También expresó su deseo de tener un debate televisado en vivo con George W. Bush, que fue rechazado. Fue su primera entrevista con un reportero estadounidense en más de una década.  CBS transmitió la entrevista grabada más tarde esa semana. Sadam Huseín le dijo más tarde a un entrevistador del FBI que una vez dejó abierta la posibilidad de que Irak poseyera armas de destrucción masiva para parecer fuerte contra Irán.

### Invasión y derrocamiento
En marzo de 2003, una coalición formada por Estados Unidos, España, el Reino Unido, Australia y Polonia declaró la guerra a Irak e invadió el país con apoyo de peshmergas kurdos, iniciando el 20 de marzo de 2003 lo que se conoció como invasión de Irak. Los motivos que esgrimió el entonces presidente estadounidense fueron que Irak poseía armas de destrucción masiva y que no había colaborado con los inspectores de la ONU. Esta operación, que fue declarada como finalizada el 1 de mayo de 2003, supuso la caída del régimen de Sadam, pero las supuestas armas no fueron encontradas. El país permaneció no obstante sumido en la llamada guerra de Irak, que tomó la forma de una guerra asimétrica de las fuerzas ocupantes contra la insurgencia iraquí. En julio de 2003 los dos hijos varones de Sadam (Uday y Kusay) fueron abatidos por la 101.ª División Aerotransportada del ejército estadounidense en Mosul.
Con la intención de desacreditar a Sadam Huseín entre sus partidarios, la CIA llegó a considerar la posibilidad de fabricar un vídeo falso en el que se le viera teniendo relaciones sexuales con un adolescente. Proyectos de denigración similares ya habían sido utilizados por la agencia de inteligencia en Sudamérica y Europa del Este contra personalidades opuestas a los Estados Unidos, pero en el caso de Irak la idea fue recibida con escepticismo entre algunos funcionarios y fue finalmente desechada.

### Captura e interrogatorio

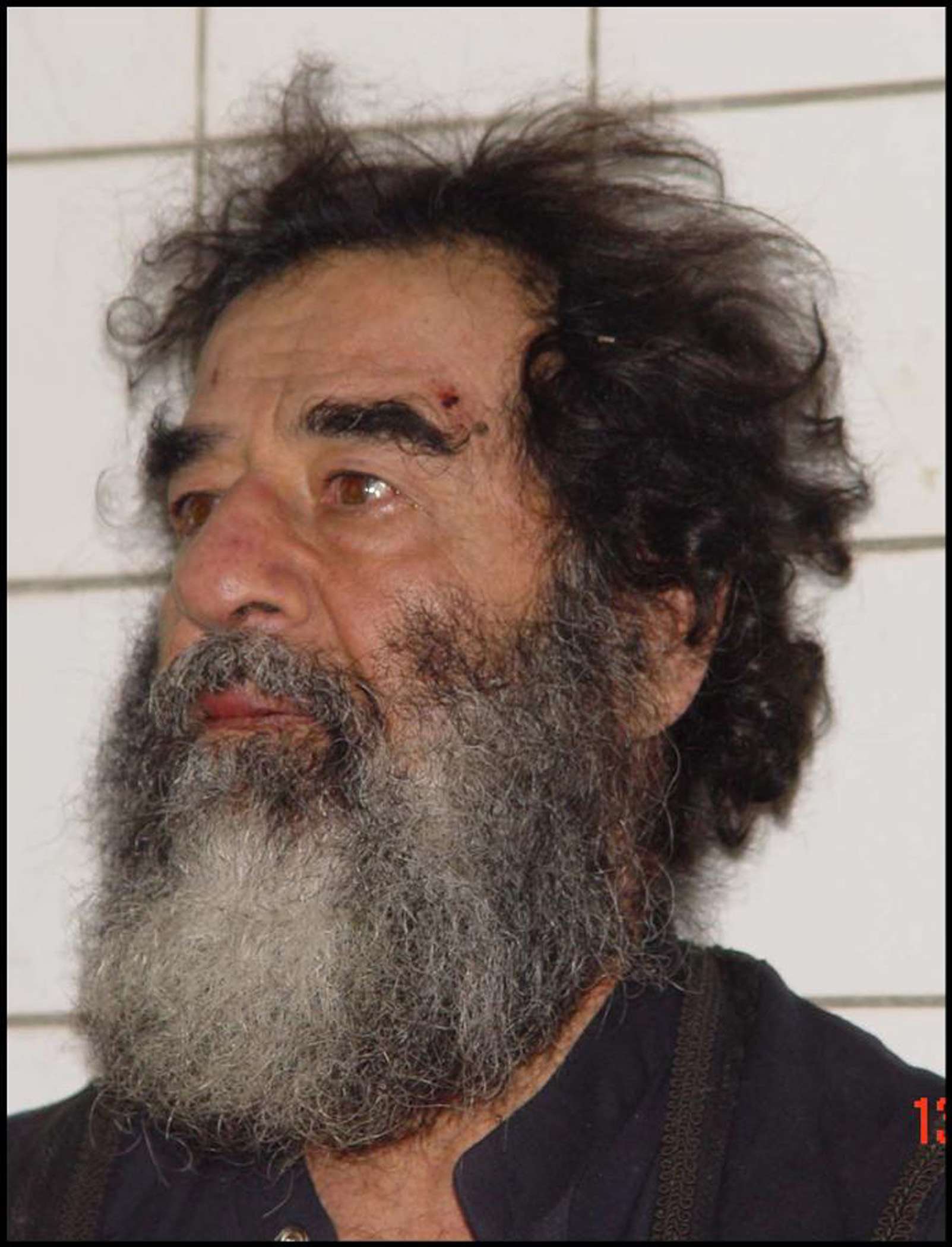
Sadam poco después de su captura.

En abril de 2003, el paradero de Sadam siguió siendo incierto durante las semanas posteriores a la caída de Bagdad y la conclusión de los principales combates de la guerra.En las semanas posteriores a la guerra se informó de varios avistamientos de Sadam, pero ninguno fue autenticado.  En varias ocasiones publicó cintas de audio que promovían la resistencia popular a su derrocamiento. El 22 de julio de 2003, sus hijos Uday y Kusay y su nieto Mustafa, de 14 años, murieron en un tiroteo de tres horas con las fuerzas estadounidenses en Mosul.  Al morir, los conmemoró como "mártires" en la radio. Sadam fue colocado en el primer lugar de la lista estadounidense de los iraquíes más buscados, que incluía a funcionarios de su gobierno y miembros del partido.
Sadam fue capturado el 13 de diciembre de 2003 en la llamada «Operación Amanecer Rojo» (Operation Red Dawn), cuando una brigada de la 4.ª División de Infantería de los Estados Unidos encontró su escondite en un diminuto zulo en Al-Daur, gracias a información obtenida durante un interrogatorio a un miembro del llamado clan de Tikrit. Entre las primeras imágenes transmitidas, algunas mostraron a Huseín siendo examinado, así como el estado en que se encontraba en el momento de ser capturado.
Sadam se mostró con una barba completa y el cabello más largo que su apariencia familiar. Las autoridades estadounidenses lo describieron como alguien que gozaba de buena salud. Bremer informó de planes para enjuiciar a Sadam, pero afirmó que los detalles de dicho juicio aún no se habían determinado. Los iraquíes y estadounidenses que hablaron con Sadam después de su captura informaron en general que él seguía seguro de sí mismo, describiéndose a sí mismo como un "líder firme, pero justo". Declarado como prisionero de guerra el 1 de enero de 2004, su custodia y la de 11 de sus colaboradores fue traspasada al gobierno provisional iraquí meses más tarde, el 30 de junio de 2004.
Los guardias del centro de detención de Bagdad llamaban a su prisionero "Vic", que significa "Criminal Muy Importante" por sus siglas en inglés, y le permitieron plantar un pequeño jardín cerca de su celda. El apodo y el jardín son algunos de los detalles sobre el expresidente iraquí que surgieron durante un recorrido en marzo de 2008 por la cárcel y la celda de Bagdad donde Sadam dormía, se bañaba, llevaba un diario y escribía poesía en los últimos días antes de su ejecución. Se preocupó por asegurar su legado y cómo se contaría la historia [cita requerida]. La visita fue conducida por el general de división de la Infantería de Marina estadounidense Doug Stone, supervisor de las operaciones de detención del ejército estadounidense en Irak en ese momento. Durante su encarcelamiento hizo ejercicio y se le permitió tener su jardín personal; También fumaba sus puros y escribía su diario en el patio de su celda.

## Juicio

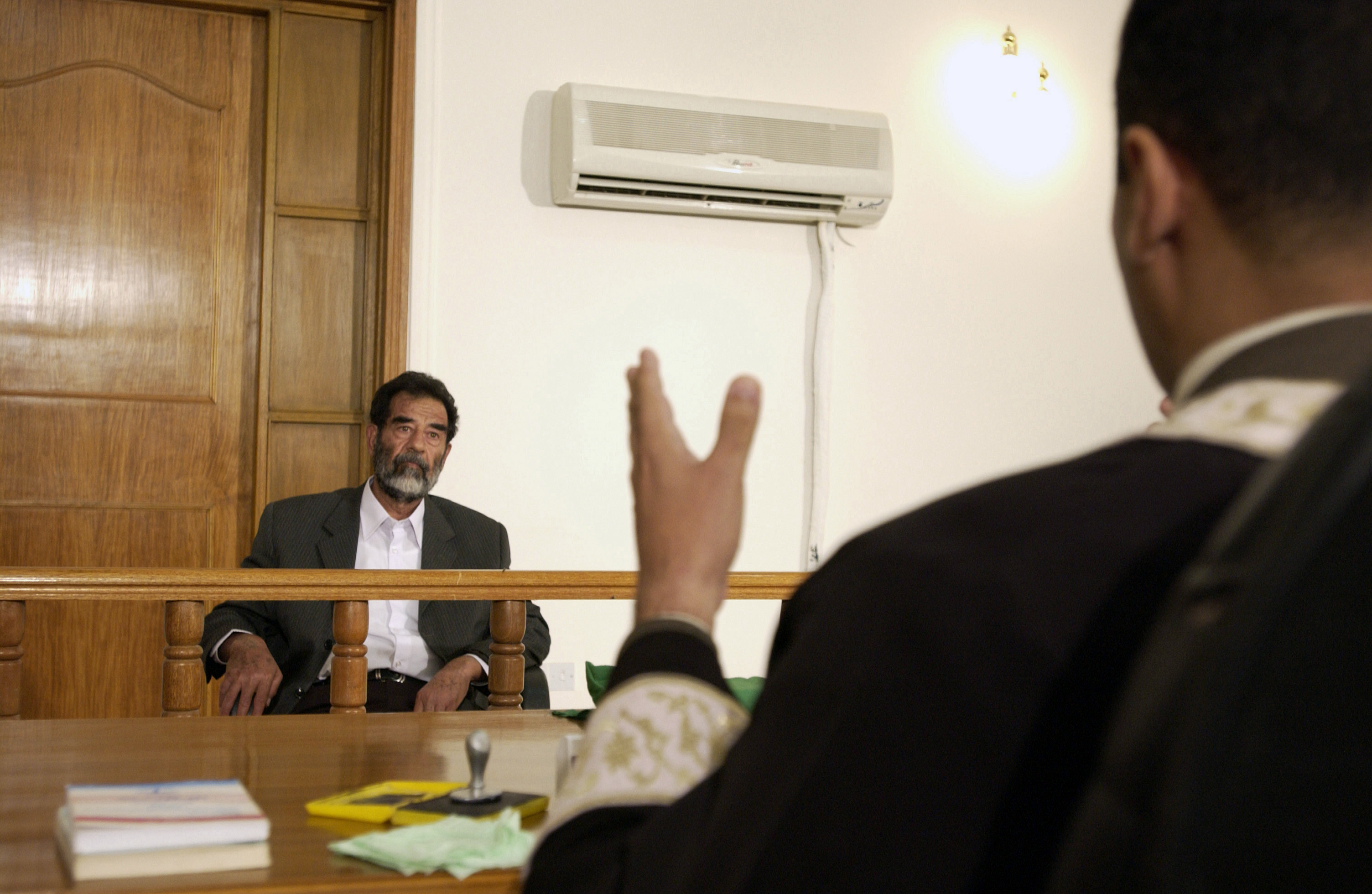
Sadam en julio de 2004, durante una vista preliminar en la que un juez le informa de los hechos por los que se le investiga.

El 19 de octubre de 2005 comenzó el juicio de Sadam, en el que se le enjuició en relación con una matanza de 148 chíies en Duyail, al norte de Bagdad, en 1982. Durante el proceso, que se extendió hasta el 27 de julio de 2006, uno de sus abogados defensores, Saadun Ansar Nazif Al Yenabi, fue asesinado en Bagdad. A lo largo del juicio, Huseín se mostró, según sus jueces, desafiante.
El 5 de noviembre de 2006, el juez Rauf Abdelrahmán leyó la sentencia de pena de muerte a Sadam, junto con otros dos acusados, sentenciado a morir en la horca por el Alto Tribunal Penal iraquí (controlado por Estados Unidos), que lo declaró culpable de los hechos imputados en Duyail, que habían sido ordenados por Huseín en represalia por un atentado fallido contra su vida cometido durante una visita de Sadam a la aldea, un bastión entonces del opositor Partido Islámico Dawa. El magistrado desoyó la petición previa del reo de ser ejecutado por un escuadrón militar. Al recibir la sentencia Huseín pronunció repetidamente las siguientes palabras sosteniendo una edición del Corán: «Larga vida al pueblo, larga vida a la nación. Abajo los invasores. Dios es grande».
El Alto Tribunal Penal iraquí programó la ejecución de Sadam para el 2 de enero de 2007. Los altos funcionarios iraquíes nombrados por la coalición se apresuraron a tomar la decisión de su muerte antes de la llegada de 2007.

## Ejecución
El 29 de diciembre de 2006, Huseín entregó su testamento a sus hermanos y fue entregado a la autoridad provisional de Irak. La ejecución de Sadam Huseín tuvo lugar el sábado 30 de diciembre de 2006, aproximadamente a las 06:05 hora local (03:05 GMT) por los cargos de crímenes contra la humanidad. Se le ejecutó en presencia de un clérigo, un médico y un juez, además de un gran número de testigos, todos ellos de origen iraquí aunque autorizados por Estados Unidos; tuvo un ejemplar del Corán en sus manos.
En un vídeo realizado con un móvil en el momento de la ejecución, se escucha cómo el expresidente iraquí se enfrenta dialécticamente a sus verdugos. Sadam Huseín se negó a que le cubriesen la cabeza con una capucha antes del ahorcamiento. Sadam Huseín apenas tiene tiempo para ordenar sus pensamientos. Comienza a murmurar una plegaria, pero apenas logra invocar el nombre de Mahoma cuando su verdugo lo interrumpe tirando de la palanca que abre la puerta bajo sus pies.
Las últimas palabras de Sadam durante la ejecución: "Que las bendiciones de Dios sean sobre Mahoma y su familia. Y que Dios apresure su aparición y maldiga a sus enemigos". Entonces, uno de los asistentes repitió repetidamente el nombre del clérigo chiita iraquí, Muqtada al-Sadr. Sadam se rio y más tarde dijo: "¿Consideras esto la hombría?" La multitud gritaba: "vete al infierno". Sadam respondió: "¿¡Al infierno eso es Irak!?" Una vez más, uno de la multitud pidió a los que gritaban que se callaran para Dios. Sadam Huseín comenzó a recitar las últimas oraciones musulmanas: "Doy testimonio de que no hay más dios que Alá y atestiguo que Mahoma es el Mensajero de Alá". Uno de la multitud gritó: "¡El tirano [dictador] se ha derrumbado!" Sadam dijo: "Que las bendiciones de Dios sean con Mahoma y su familia". Recitó la shahada una vez y media, ya que mientras estaba a punto de decir "Mahoma" en la segunda shahada, la trampilla se abrió, cortándolo a mitad de la oración. La cuerda le rompió el cuello, matándolo al instante.
Tras la ejecución, en aquella misma jornada, una cadena de atentados sacudió Bagdad dejando al menos 70 muertos, después de que el Partido Baaz pidiera a los iraquíes venganza por el asesinato del expresidente a manos de los invasores. Su cuerpo fue entregado a sus familiares para ser enterrado en su ciudad natal, Tikrit.
Sadam fue enterrado en su lugar de nacimiento, Al-Awja, en Tikrit, Irak, el 31 de diciembre de 2006. Fue enterrado a 3 km de sus hijos Uday y Kusay Huseín. Se informó que su tumba fue destruida en marzo de 2015.  Antes de que fuera destruido, un grupo tribal sunita supuestamente trasladó su cuerpo a un lugar secreto, temeroso de lo que pudiera suceder.
A raíz de la ejecución de Sadam Huseín, Izzat Ibrahim ad-Douri (su antiguo vicepresidente) fue elegido como el nuevo secretario general del proscrito Partido Baaz iraquí el 3 de enero de 2007, siendo hasta su muerte en 2020 su secretario general y la cabeza de un más amplio frente de resistencia político-militar contra las fuerzas extranjeras de ocupación.

## Número de víctimas
Human Rights Watch atribuyó entre 250 000 y 290 000 muertes y desapariciones al régimen de Sadam Huseín:

La estimación de 290 000 "desaparecidos" y presuntamente asesinados incluye lo siguiente: más de 100 000 kurdos asesinados durante la campaña de Anfal 1987-88 y antes de ella; entre 50 000 y 70 000 chiítas detenidos en la década de 1980 y recluidos indefinidamente sin cargos, que siguen desaparecidos en la actualidad; se estima que 8000 hombres del clan Barzani fueron retirados de los campos de reasentamiento en el Kurdistán iraquí en 1983; 10 000 o más varones separados de las familias kurdas de Feyli deportados a Irán en la década de 1980; aproximadamente 50 000 activistas de la oposición, incluidos comunistas y otros izquierdistas, kurdos y otras minorías, y ba'thistas desfavorecidos, arrestados y "desaparecidos" en los años ochenta y noventa; unos 30 000 chiítas iraquíes detenidos tras el fallido levantamiento de marzo de 1991 y desde entonces no se ha sabido nada de ellos; cientos de clérigos chiitas y sus estudiantes arrestados y "desaparecidos" después de 1991; varios miles de árabes de las marismas que desaparecieron después de ser detenidos durante operaciones militares en las marismas del sur; y los ejecutados bajo custodia -en algunos años varios miles- en las llamadas campañas de "limpieza carcelaria".

Algunas de las cifras de Human Rights Watch son controvertidas, ya que otras fuentes atribuyen entre 50 000 y 182 000 muertes a la Operación al-Anfal. El gobierno de Estados Unidos afirmó que Saddam mató a 300 000 iraquíes, incluidos 180 000 kurdos en Anfal, 60 000 chiitas en el levantamiento de 1991 y otros 50 000. El historiador Matthew White apoya esta cifra. Otras estimaciones sobre el número de personas que murieron a causa de las Revueltas en Irak de 1991 oscilan entre 25 000 y 180 000. Greenpeace estimó que cada día murieron 1000 refugiados iraquíes durante el levantamiento de 1991 en abril, mayo y junio. Estas estimaciones solo incluyen a los iraquíes asesinados por el régimen de Saddam y no consideran a los muertos en la Guerra entre Irán e Irak ni en la Invasión de Kuwait.

## Novelista
Sadam Huseín escribió cuatro novelas y varios poemas. Los dos primeros libros (Zabiba y el rey y Fortaleza amurallada) fueron escritos por «Él, que lo escribió», una forma tradicional de marcar autoría en árabe para preservar el anonimato. Sus otras dos novelas fueron Hombres y la ciudad, y ¡Fuera de aquí, maldito!, de publicación póstuma.

## Imagen política y cultural
Las ideas políticas y la política seguida por Sadam Huseín se conocieron como sadamismo. Esta doctrina fue oficialmente respaldada por su gobierno y promovida por el diario iraquí Babil, propiedad de su hijo Uday Huseín.
Durante su liderazgo, Sadam promovió la idea del nacionalismo dual que combina el nacionalismo iraquí y el nacionalismo árabe, una forma mucho más amplia de nacionalismo étnico que apoya al nacionalismo iraquí y lo vincula a asuntos que afectan a los árabes en su conjunto. Sadam Huseín creía que el reconocimiento de los antiguos orígenes mesopotámicos y la herencia de los árabes iraquíes era complementario al apoyo al nacionalismo árabe.
Durante su reinado, el régimen baazista incluyó oficialmente al histórico líder musulmán kurdo Saladino como símbolo patriótico en Irak, mientras que Sadam se autodenominó hijo del rey babilónico Nabucodonosor y estampó su nombre y títulos en los ladrillos de la antigua Babilonia junto a él.Durante la guerra del Golfo, Sadam reivindicó los papeles históricos de Nabucodonosor, Saladino y Gamal Abdel Nasser.

## Legado y recepción
Muchos árabes elogian a Sadam como un verdadero líder que se enfrentó al imperialismo occidental, a la ocupación israelí de Palestina y a la intervención extranjera en la región, mientras que muchos iraquíes, especialmente chiitas y kurdos, lo ven negativamente como un dictador responsable de un autoritarismo brutal, represión e injusticias.
A veces se acusa a Sadam de haber sido un líder totalitario represivo. Su régimen era conocido por sus tácticas represivas, que incluían vigilancia generalizada, tortura y ejecuciones extrajudiciales.Las organizaciones de derechos humanos documentaron numerosos casos de abusos de derechos humanos cometidos por su gobierno.El régimen de Sadam reprimió la disidencia y la oposición política mediante una combinación de violencia, intimidación y censura. La libertad de expresión y la libertad de prensa fueron severamente restringidas, y los opositores políticos fueron a menudo ejecutados o encarcelados.Inició tres conflictos militares, incluida la guerra entre Irán e Irak, la invasión de Kuwait y la guerra del Golfo. Estas acciones provocaron importantes pérdidas de vidas y desestabilizaron la región. Si bien hubo iniciativas de desarrollo económico, el régimen de Sadam también se caracterizó por la mala gestión y la corrupción generalizada.Las sanciones económicas impuestas a Irak durante su gobierno exacerbaron aún más las dificultades económicas de la población del país.Los críticos han descrito el sadamismo como una mezcla de «nacionalismo árabe sunita, estalinismo confuso y celo fascista por la patria y su líder».
Por otra parte, hay numerosas cosas positivas que destacar sobre su gobierno. El gobierno invirtió fuertemente en proyectos de infraestructura, como carreteras, puentes y edificios públicos.Este desarrollo contribuyó a la modernización de las ciudades de Irak y mejoró la infraestructura general del país. Bajo el régimen de Sadam, se hizo hincapié en mejorar el acceso a la educación y la atención sanitaria.El gobierno invirtió en la construcción de escuelas y hospitales, y las tasas de alfabetización en Irak aumentaron significativamente durante su gobierno.Implementó políticas destinadas a promover los derechos de las mujeres en Irak. Se alentó a las mujeres a participar en la educación y en la fuerza laboral, y muchas ocuparon puestos de alto rango en el gobierno y en instituciones públicas. El régimen de Sadam tenía un carácter secular, lo que significaba que la religión no jugaba un papel dominante en las políticas del gobierno.  Esto permitió un grado de diversidad religiosa y tolerancia dentro de Irak. Todavía hoy, muchos judíos iraquíes respetan a Sadam por su trato justo hacia los judíos. Esto también se observó en el caso de los mandeos iraquíes, muchos de los cuales sentían un gran respeto por la protección que Sadam otorgaba a los mandeos; Sadam incluso construyó templos para el pueblo mandeo. Posteriormente, a partir de 1993, el régimen de Sadam puso mayor énfasis en el Islam en todos los sectores de la vida iraquí a través de la Campaña de la Fe. En 1977, Saddam declaró: "nuestro Partido no adopta una posición neutral entre la fe y el ateísmo; siempre está del lado de la fe".
Dentro del mundo árabe, Sadam goza de buena reputación y popularidad, especialmente por su apoyo a la causa palestina.En Kalkilia, Palestina, se construyó un monumento dedicado a Sadam. Además, se encuentran numerosos retratos y otras formas de monumentos conmemorativos de Sadam en toda Palestina. Durante su régimen, Irak y la India mantuvieron una fuerte relación. Incluso hoy en día, Sadam tiene un gran número de seguidores en la India. El cantante indio Sidhu Moose Wala mencionó a Sadam en su canción " Bambiha Bole ", afirmando que era una persona de gran reputación. Saddam era un admirador de Indira Gandhi, a quien conoció en 1974 durante un viaje internacional a la India. El expresidente estadounidense Donald Trump elogió a Sadam por la represión militante y la estabilidad durante su presidencia en Irak. Una playa cercana a la ciudad india de Malappuram ha sido bautizada como Saddam Beach.  A pesar de tener tensas relaciones con los separatistas kurdos, Saddam desarrolló buenas relaciones con algunos kurdos que lo apoyaron. 

## Premios y condecoraciones
- Orden Nacional José Martí (1978)[135]
- Collar de la Orden del Mérito Civil (1978)[136]
- Gran Cruz de la Orden de Isabel la Católica (1974)[137]
- Orden del gran Mubarak[cita requerida]
- Orden de Stara Planina[cita requerida]
- Orden de la Estrella Yugoslava[cita requerida]